# Гужаевка
Гужаевка — упразднённое село в Архаринском районе Амурской области России. Исключено из учётных данных в 1974 году.

## География
Село располагалось на реке Малая Карапча, на расстоянии примерно 3,5 километра (по прямой) к северо-западу от села Кундур.

## История
Решением Амурского исполкома от 7 июня 1974 года № 253, село Гужаевка исключено из учётных данных как несуществующее.